# Eric Cantor
Eric Ivan Cantor (Richmond, Virgínia, 6 de junho de 1963) é um político dos Estados Unidos, filiado no Partido Republicano. É membro da Câmara dos Representantes pela Virgínia desde 2001.

## Biografia
Frequentou a George Washington University e obteve o J.D. (graduação em direito) no College of William & Mary. Obteve em 1989 o seu mestrado na Columbia University.
Cantor é casado com Diana Fine e pratica os preceitos kosher do judaísmo. Em 8 de Junho de, 2005, Cantor derrotou Jim Nachman, o candidato do Partido Democrata, e o político independente Brad Blanton. Cantor recebeu 64% dos votos.
Cantor é apoiante de uma forte relação entre os EUA e Israel, apoiando legislação que corta todo o apoio dos contribuintes dos EUA à Autoridade Nacional Palestiniana, ou propondo o fim da ajuda com dinheiro dos contribuintes à Palestina enquanto esta não parar as escavações sem autorização no Monte do Templo em Jerusalém. Um seu primo, Daniel Cantor Wultz, morreu em resultado de um atentado em Tel Aviv perpetrado por um bombista-suicida da Jihad Islâmica em 17 de Abril de 2006.
Em junho de 2008 foi apontado por alguma imprensa como um possível running mate de John McCain para a Eleição presidencial dos Estados Unidos.